# Lantpert bajor herceg
Lantpert vagy Landfried (630 előtt - 680) a Bajor Hercegség hercege 680-ban. 

### Élete
Lantpert az Agilolfing-házból származott, apja I. Theodo herceg, anyja Gleisnod (II. Gisulf, Friuli longobárd hercegének lánya) volt. 
Az utóbb szentté avatott Emmeram püspök 649-ben érkezett a regensburgi hercegi udvarba és három évig volt Theodo vendége. Ez idő alatt tiszta, szűzies életmódjáról vált ismertté. 652-ben Theodo lánya, Uta bevallotta neki, hogy teherbe esett az egyik udvaronctól, Sigipaldustól. Emmeram azt mondta, hogy nyugodtan mondja őt az apának, mert úgyis római zarándoklatra készült. Röviddel indulása után a lány megvallotta terhességét és megbeszélésük szerint Emmeramot vádolta a megrontásával. Fivére, Lantpert azonnal a püspök után eredt és amikor utolérte gúnyosan üdvözölte: "Üdv, püspök és sógor!" (Aie, episcope et gener noster!); ezután megkínozta és meggyilkolta Emmeramot. 
Apja halála után Lantpert lett a bajorok hercege, de a frank királyok nem tűrték, hogy egy püspökgyilkos üljön a trónon, ezért nyomásukra elűzték Lantpertet, aki az avaroknál talált menedéket, egészen haláláig. Utóda II. Theodo lett. 

## Fordítás
- Ez a szócikk részben vagy egészben  a   Lantpert (Bayern) című német Wikipédia-szócikk ezen változatának fordításán alapul.  Az eredeti cikk szerkesztőit annak laptörténete sorolja fel. Ez a jelzés csupán a megfogalmazás eredetét és a szerzői jogokat jelzi, nem szolgál a cikkben szereplő információk forrásmegjelöléseként.